# ⊿ (álbum de Perfume)
⊿ (Triangle) es el tercer álbum del grupo idol electropop japonés Perfume. Fue oficialmente anunciado en su concierto live Disco! Disco! Disco!, se lanzó el 8 de julio de 2009 en versión solo CD y CD+DVD edición limitada.

## Track List

### CD
1. Take off
2. love the world
3. Dream Fighter
4. edge (⊿-mix)
5. NIGHT FLIGHT (Vuelo Nocturno)
6. Kiss and Music
7. Zero Gravity
8. I still love U
9. The best thing
10. Speed of Sound
11. One Room Disco (ワンルーム・ディスコ?)
12. Negai (願い?  esp. Deseo) (Album-mix)

### DVD
1. "I still love U" Special Video Clip
2. "NIGHT FLIGHT" LIVE@Yoyogi First Gymnasium May 10,’09
3. "edge" LIVE@Yoyogi First Gymnasium May 10,’09 ⊿-version
4. "love the world" TV-SPOT
5. "Dream Fighter" TV-SPOT
6. "One Room Disco" TV-SPOT